# 三枝浩子
三枝 浩子（さいぐさ ひろこ、1978年2月22日 - ）は、日本の画家、占術師である。山梨県甲府市出身。アクションペインティングとスパースペインティングを組み合わせた独自の絵画技法を開発したことで知られる。

## 経歴
1978年、山梨県甲府市に生まれる。3歳から絵を描き始める。山梨英和中学校・高等学校を卒業後、東洋美術学校の視覚伝達デザイン4年制コースに入学。1999年にオランダのアムステルダムにて国際展示出展のため長期滞在、2000年にはベルギーのブリュッセルに滞在し、ホテル空間デザインのための絵画制作を行う。2003年、ロンドン芸術大学セントラル・セント・マーチンズ・カレッジ・オブ・アート・アンド・デザインのグラフィックデザインコースに合格。 

## 芸術活動
三枝は抽象的な表現を中心とした作品を制作している。日本の茶道文化から取り入れた「侘び寂び」の要素を表現する唯一の日本人アーティストを自称している。
アクションペインティングとスパースペインティングを組み合わせた独自の技法を開発し、手作業と身体性の痕跡を重視している。指先で直接絵の具に触れて制作を行う。
ミニマリズムの原理を採用し、空間の使用、色彩の制限、余白を描くことを重視している。現代社会の問題、不安、苦しみに対する「救済」をテーマとした作品を制作している。

## 主な展覧会
- 2018年ニューヨークAgora Gallery Group 展
- ウィーンのシェーンブルン宮殿にて作品展示
- 2024年 ニューヨークGallery 60 nyc 個展 アートライブパフォーマンス(キュレーター佐藤恭子) [2][5]

## 受賞歴
- 2019年 日本オランダ文化交流芸術賞 受賞
- 2019年 日本ギリシャ文化交流芸術賞 受賞[6]

## 占術活動
2006年から占術師としての活動を開始し主に西洋占星術でのタロットカードやヒーリング効果などの占術を採用している。